# ستوكسنت

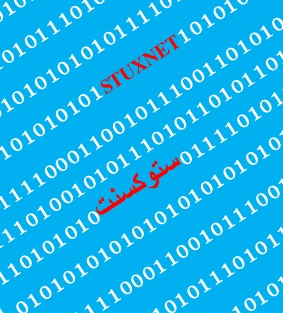

ستوكس نت أو ستوكسنت (بالإنجليزية: Stuxnet)‏ هي دودة حاسوبية خبيثة تصيب نظام الويندوز، بدأ تطويرها منذ عام 2005 من قبل الولايات المتحدة وإسرائيل وتم اكتشافها بالصدفة لأول مرة في عام حزيران \ يونيو 2010 من قبل «فيروس بلوك أدا» (بالإنجليزية: VirusBlockAda)‏ وهي شركة أمن مقرها في روسيا البيضاء، استهدف الفيروس أنظمة التحكم الإشرافي وتحصيل البيانات ويعتقد أنه المسؤول عن الأضرار الوخيمة لبرنامج إيران النووي. وعلى الرغم من أن أيًا من الدولتين لم يعترفا صراحةً بالمسؤولية، لكن يُعتقد أن الدودة هي سلاح إلكتروني مشترك الصنع بينهما.
يستهدف ستوكس نت بالتحديد وحدات التحكم المنطقية القابلة للبرمجة (PLCs)، والتي تسمح بالتَشغيل الآلي للعمليات الكهروميكانيكية المستخدمة للتحكم في الآلات والعمليات الصناعية بما في ذلك أجهزة الطرد المركزي لفصل المواد النووية (اليورانيوم-235) من خلال استغلاله لأربع ثغرات أو ما يعرف معلوماتيا ب (zero-day flaws). حيث يعمل من خلال استهداف الأجهزة التي تستخدم أنظمة التشغيل وشبكات مايكروسوفت ويندوز، ثم البحث عن برنامج سيمنز ستيب 7. يقال إن الفيروس قد عرقل شركات PLCs الإيرانية، وجمع معلومات عن الأنظمة الصناعية كما تسبب في تمزيق أجهزة الطرد المركزي سريعة الدوران.

## كيفية عمله
يقوم ستكسنت بمهاجمه أنظمة التحكم الصناعية المستخدمة على نطاق واسع في مراقبة الوحدات التي تعمل آليا حيث لا يعمل بشكل عشوائي كما هي العادة وإنما بشكل محدد جدا. إذ يقوم بعد اختراق الأجهزة والحواسيب بالتفتيش عن علامة فارقة تتعلق بأنظمة صنعتها شركة سيمنز الألمانية، وفي حاله ما وجدها عندها يقوم بتفعيل نفسه ويبدأ بالعمل على تخريب وتدمير المنشأة المستهدفة من خلال العبث بأنظمة التحكم وقد تتعدد المنشآت التي يستطيع مهاجمتها من خطوط نقل النفط إلى محطات توليد الكهرباء وحتى المفاعلات النووية وغيرها من المنشآت الإستراتيجية الحسّاسة، أمّا إذا لم يجدها، فيترك الحاسوب وشأنه.
وقد بُرمج ستكسنت خصيصا للهجوم على برنامج «سيماتيك وين سي سي»، وهو ما يسمى بنظام سكادا (بالإنجليزية: SCADA)‏ أو «التحكم الإشرافي وجمع المعطيات»، وهو مصمم من شركة سيمنز الألمانية لاستخدامات متعددة، كتنظيم حركة السير، وخطوط الأنابيب وإدارة المفاعلات النوويّة وغيرها من المهام التي يتم القيام بها آلياً. ولدى ستكسنت القدرة على إعادة برمجة وحدات التحكم المنطقي القابلة للبرمجة (PLC)، وإخفاء التغييرات التي تم تنفيذها.
وقد قامت شركة سيمنز منذ اكتشافها لهذه الدودة الجديدة بحملة واسعة لتعقّب انتشارها عبر موقعها الإلكتروني.
يتّفق العديد من الخبراء على أنّ ستكسنت مصمّم لضرب هدف صناعي محدّد. حتى أنهم تمكنوا من حصره في المنشآت الإيرانيّة. وفي هذا الإطار، قدّم الخبيران الألمانيّان، رالف لانغنر وفرانك ريغر، نظريّتين متناقضتين حول الهدف المقصود. بالنسبة للانغنر، يمثّل مفاعل بوشهر النووي المخطط لتشغيله قريباً، هذا الهدف. ويرى أنّ الهدف الأساسي هو ذو طبيعة تجسّسية، ويكمن في نقل المعلومات لحاسوب مركزي في ماليزيا. بينما يعتبر ريغر أن مفاعل نطنز لتخصيب اليورانيوم، يشكّل هدفا أكثر جاذبيّة. فلا تختصّ هذه الدودة بالتجسّس، وإنّما هي تحمل في طيّاتها مهمات تخريبيّة، كما تبيّن لجميع الاختصاصيين.
شركة الأمن الرقمي الروسية «مختبرات كاسبيرسكي» Kaspersky Laboratories وصفت Stuxnet بأنه «نموذج عامل ومخيف ومن شأنه أن يخلق سباق تسلح جديد في العالم». واشارت إلى خبراء يعملون لحساب دولة ما أو مجموعات لديها قدرات تمويلية عالية وراءه.

## الدول التي تأثرت
يعتقد أن هجوما إلكترونية من جهة ما قد شن باستخدام فيروس ستوكسنت على أنظمة المعلومات في إيران وخصيصا لإلحاق الضرر بأجهزة الطرد المركزي لتخصيب اليورانيوم في المنشآت النووية الإيرانية. وكان يستهدف على ما يبدو البرنامج النووي الإيراني ككل.
ثم ظهر في ماليزيا ودول متعددة، ويقدر أنها أصابت حوالي 45 ألف حاسب آلي في أنحاء العالم 60% في إيران وحدها و18% في إندونيسيا، ونحو2% في الولايات المتحدة.